# 토마스넓적코박쥐
토마스넓적코박쥐(Platyrrhinus dorsalis)는 주걱박쥐과(신세계잎코박쥐과)에 속하는 박쥐의 일종이다. 볼리비아와 콜롬비아, 에콰도르, 파나마 그리고 페루에서 발견된다.

## 특징
보통 크기의 박쥐로 몸길이가 66~86mm이고 전완장은 46~52mm이다. 발 길이는 12~17mm, 귀 길이는 18~25mm, 몸무게는 최대 40g이다. 털이 길고, 등쪽은 짙은 갈색을 띠는 반면에 배 쪽은 짙은 갈색빛 회색이다. 주둥이는 짧고 넓다. 잎코가 잘 발달해 있고 피침형 모양이다. 핵형은 2n=30, FNa=56이다.

## 생태
석회암 벽의 균열 부위와 나무 뿌리 아래에서 은신한다. 먹이는 열매이다. 1월과 3월, 4월, 7월, 11월에 베네수엘라에서 새끼를 밴 암컷이 포획되지만 5월과 7월, 8월, 10월에 젖을 먹이는 모습이 관찰된다.

## 분포 및 서식지
파나마와 콜롬비아, 베네수엘라 북부, 에콰도르 서부의 안데스산맥 경사면을 따라 널리 분포한다. 해발 395m와 2,550m 사이의 상록수림과 구릉지대 숲 가장자리, 고원 지대에서 서식한다.